# Alex Gilady

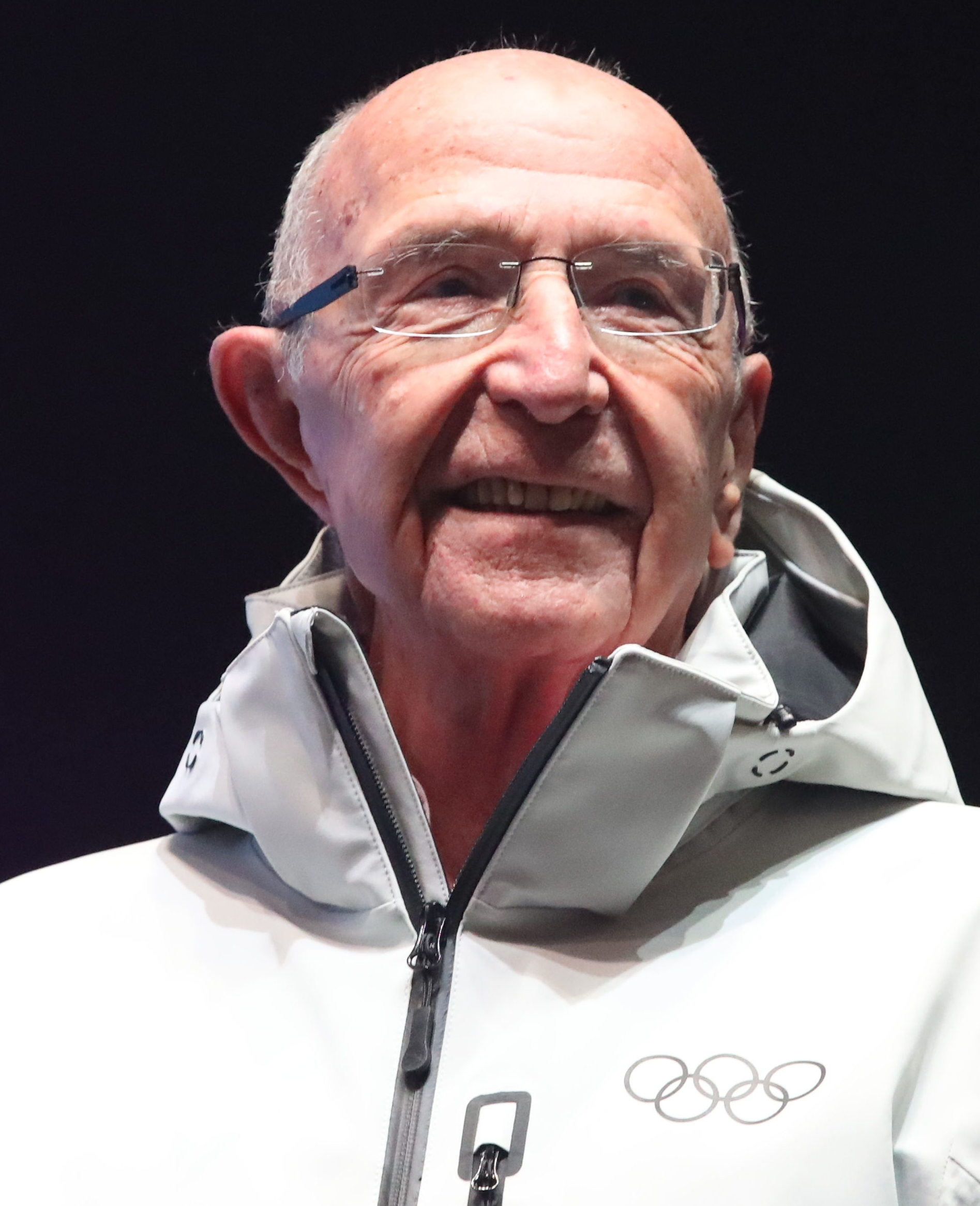
Alex Gilady (2020)

Alex Gilady  (hebräisch אלכס גלעדי; * 9. Dezember 1942 in Teheran, Iran; † 13. April 2022 in London, Vereinigtes Königreich) war ein israelischer Journalist und Sportfunktionär.

## Allgemeines
Alex Gilady wurde 1942 in Teheran als Sohn polnischer Juden, die im Zweiten Weltkrieg in den Iran geflüchtet waren, geboren, gelangte 1943 mit seinen Eltern in das damalige Palästina und wuchs in Ramat haScharon auf. Seit 1964 arbeitete er als Journalist. 1968 wurde er Sportkommentator für das Fernsehen. Von 1981 bis 1996 war er Vizepräsident des Senders NBC Sports. Seit 1996 hatte er das Amt eines Senior-Vizepräsidenten inne. 1993 war Gilady an der Gründung des israelischen Medienunternehmens Keshet beteiligt, dessen Präsident er seit 2005 war. 2007 wurde ihm von der Universität Haifa die Ehrendoktorwürde in Philosophie verliehen.
Alex Gilady starb im April 2022 im Alter von 79 Jahren an den Folgen einer Krebserkrankung.
IOC-Präsident Thomas Bach würdigte den Verstorbenen als „Pionier der modernen olympischen Bewegung, insbesondere im Hinblick auf den Rundfunk, aber auch weit darüber hinaus“.

## Sportadministration
Alex Gilady war seit 1985 der Vorsitzende der Fernsehkommission des Weltleichtathletikverbandes IAAF. Beim Weltbasketballverband FIBA war er seit 2004 in ähnlicher Position tätig.

## IOC-Mitgliedschaft
1994 wurde Alex Gilady zum IOC-Mitglied gewählt. Er war Mitglied der Kommission für Öffentlichkeitsarbeit und soziale Entwicklung durch Sport und der Kommission für Kommunikation. Für die Koordinationskommission für die Olympischen Sommerspiele 2020 in Tokio war er der stellvertretende Vorsitzende.